# کارشناسی طراحی صنعتی
کارشناسی طراحی صنعتی یا لیسانس طراحی صنعتی (به انگلیسی: Bachelor of Industrial Design) (.B.I.D) یک مدرک دانشگاهی در مقطع کارشناسی است که توسط یک دانشگاه برای یک دورهٔ چهار ساله تحصیلی اعطا می‌شود که در زمینِهٔ طراحی محصولات صنعتی تخصص دارد. برخی از دانشکده‌ها نیز دوره‌های چهار ساله برای مقطع کارشناسی را ارائه می‌دهند.